# Жеремі Бокіла
Жеремі Бокіла (фр. Jeremy Bokila, нар. 14 листопада 1988, Кіншаса) — конголезький футболіст, нападник нідерландського клубу «Віллем ІІ».
Виступав, зокрема, за клуби «Апелдорн», «Спарта» та «Терек», а також національну збірну Демократичної Республіки Конго.

## Клубна кар'єра
Народився 14 листопада 1988 року в місті Кіншаса. Вихованець юнацьких команд футбольних клубів «Вітесс» та «Апелдорн».
У дорослому футболі дебютував 2007 року виступами за команду клубу «Апелдорн», в якій провів три сезони, взявши участь у 97 матчах чемпіонату.  Більшість часу, проведеного у складі «Апелдорна», був основним гравцем атакувальної ланки команди.
Протягом 2010—2011 років захищав кольори команди клубу «Зюлте-Варегем».
Своєю грою за останню команду привернув увагу представників тренерського штабу клубу «Спарта», до складу якого приєднався 2011 року. Відіграв за команду з Роттердама наступний сезон своєї ігрової кар'єри. Граючи у складі «Спарти» також здебільшого виходив на поле в основному складі команди. У складі «Спарти» був одним з головних бомбардирів команди, маючи середню результативність на рівні 0,54 голу за гру першості.
Протягом 2012—2013 років захищав кольори команди клубу «Петролул».
У 2013 році уклав контракт з клубом «Терек», у складі якого провів наступні два роки своєї кар'єри гравця. 
Згодом з 2015 по 2016 рік на правах оренди грав у складі команд клубів «Гуанчжоу Фулі», «Ескішехірспор» та «Аль-Харітіят».
До складу клубу «Гуанчжоу Фулі» повернувся 2017 року.
Жеремі Бокіла пограв за ряд турецьких клубів. В липні 2022 року він приєднався до нідерландського клубу «Віллем ІІ». Пізніше його контракт з клубом неодноразово продовжувався.

## Виступи за збірну
У 2012 році дебютував в офіційних матчах у складі національної збірної Демократичної Республіки Конго. Наразі провів у формі головної команди країни 18 матчів, забивши 6 голів.
У складі збірної був учасником Кубка африканських націй 2015 року в Екваторіальній Гвінеї, Кубка африканських націй 2017 року у Габоні.

## Титули і досягнення
- Володар Кубка Румунії (1):

«Петролул»: 2012-13
- Володар Суперкубка Туреччини (1):

«Акхісар Беледієспор»: 2018
- Бронзовий призер Кубка африканських націй: 2015